# Jaume Mir Ferri
Jaume Mir Ferri   (Barcelona, 22 de novembre de 1928 - Barcelona, 29 de maig de 2019), conegut amb el sobrenom de "Taxi Key", va ser un conductor professional, actor i auxiliar ciclista català. Participà en 26 edicions del Tour de França i 51 de la volta a Espanya, com a auxiliar o com a relacions públiques, i va participar en més de 100 pel·lícules com a actor secundari.

## Primers anys i el món del ciclisme
Nascut en el si d'una família treballadora, quedà orfe de pare als dos anys. En acabar la Guerra Civil passà a ajudar a la seva mare al mercat dels Encants de Barcelona en una petita parada de fruita. Posteriorment exercí de taxista, fins que a la dècada de 1950 entrà en contacte amb el món del ciclisme, exercint de xofer de ciclistes i treballant pel diari El Mundo Deportivo. El 1959, l'any de la victòria de Federico Martín Bahamontes, va fer el seu primer Tour de França. Al Tour de 1963 s'adonà que Jacques Anquetil, després d'arribar a meta tot demacrat per l'esforç, pujava al podi ben arreglat gràcies a les atencions rebudes per la seva dona. Mir va veure en això la necessitat que els ciclistes es venguessin, s'arreglessin, i ell els ajudava, posant-los la gorra, posant bé el mallot, donant-los una beguda...

### Trajectòria al ciclisme
Durant tots els anys en què va estar vinculat al ciclisme va treballar per nombrosos equips:
| Anys      | Equip                                                                                      |
| --------- | ------------------------------------------------------------------------------------------ |
| 1962-1963 | KAS                                                                                        |
| 1964      | Ferrys                                                                                     |
| 1965      | Montjuich-Tedi                                                                             |
| 1965-1967 | Diversos equips                                                                            |
| 1968-1974 | Bic                                                                                        |
| 1971-1975 | Diferents marques (Vitaflor, tovalloles Trovador, Moritz, Nocilla, Donuts, Banca Catalana) |
| 1976      | Super Ser                                                                                  |
| 1984-1990 | Teka                                                                                       |
| 1991      | Seur                                                                                       |
| 1992-2004 | Lotus-Festina                                                                              |
| 2004-2006 | Col·laboració amb Unipublic                                                                |
| 2009-2014 | Andalucía                                                                                  |

Això el va dur a prendre part, entre d'altres, en 53 edicions de la Volta a Catalunya, 51 de la Volta a Espanya, 26 del Tour de França, 22 de la Volta a Andalusia, 14 del Giro d'Itàlia i totes les edicions de la Setmana Catalana i l'Escalada a Montjuïc.

## El cinema
A banda de la seva relació amb el ciclisme també és conegut per haver participat en més de 100 pel·lícules com a actor secundari. El seu debut fou com a assessor a Las piernas de la serpiente, pel·lícula amb toc d'humor sobre el ciclisme. El seu característic bigoti el feia molt apropiat per fer de dolent mexicà als spaghetti western, però també en bona part del cinema quinqui de les dècades de 1970 i 1980. Perros Callejeros, Los bingueros, Los últimos golpes de El Torete, Yo, El Vaquilla o Companys, procés a Catalunya foren algunes de les seves pel·lícules.

## Retirada i homenatges
El 2013, amb 84 anys, posà punt final a la seva dilatada carrera professional. El 2016 Iván Vega va recollir la seva biografia a Secundario de lujo: una vida entre campiones.
Durant els anys vinculat al ciclisme va rebre nombrosos reconeixements, com ara la Medalla del Tour de França pels seus 25 anys en cursa, la placa homenatge de la Volta a Espanya, la Medalla d'Honor de la Federació Espanyola de Ciclisme, la placa homenatge de la Federació Catalana de Ciclisme, la Medalla d'Honor de la Volta a Catalunya o la placa homenatge dels periodistes de ciclisme.
Morí a Barcelona el 29 de maig de 2019.